# شبکه سلامت ویلیام آسلر
شبکه سلامت ویلیام آسلر (انگلیسی: William Osler Health System) که پیش‌تر با نام مرکز سلامت ویلیام آسلر شناخته می‌شد، یک شبکهٔ بیمارستانی در استان انتاریو در کشور کاناداست که مناطق شهری برمپتون، غرب تورنتو و اتوبیکو را پوشش می‌دهد.
این شبکه بیمارستانی نامش را از پزشک نامدار کانادایی ویلیام آسلر می‌گیرد که یکی از چهار بنیان‌گذار بیمارستان جانز هاپکینز و توسعهٔ دهندهٔ مفهوم دستیاری (پزشکی) بود.

## بیمارستان‌ها و مراکز درمانی
شبکه سلامت ویلیام آسلر از ۲ بیمارستان و یک مرکز درمانی سرپایی تشکیل شده‌است:
- بیمارستان شهری برمپتون (تأسیس: ۲۰۰۷) - یک بیمارستان ۶۰۸ تخت‌خوابی در شمال شرقی برمپتون
- بیمارستان عمومی اتوبیکو (تأسیس: ۱۹۷۲) - یک بیمارستان ۲۶۲ تخت‌خوابی در اتوبیکو و تورنتو
- مرکز خدمات یکپارچه بهداشت و سلامت پیل مموریال (تأسیس: ۲۰۱۷) - یک مرکز مراقبت‌های سرپایی و فوری در مرکز برمپتون

در گذشته، بیمارستان جرج‌تاون نیز جزء این شبکهٔ سلامت بود که در سال ۲۰۰۵ از آن جدا شد. همچنین بیمارستان مموریال پیل نیز دیگر از سال ۲۰۰۷ منحل شد و خدماتش به مرکز مموریال پیل منتقل گردید.